# San Pedro de los Milagros
San Pedro de los Milagros – miasto w Kolumbii, w departamencie Antioquia.